# Ембаевское муниципальное образование
Ембаевское муниципальное образование — сельское поселение в Тюменском районе Тюменской области Российской Федерации.
Административный центр — село Ембаево.

## История
Ранее образование соответствовало Ембаевскому сельсовету.
В Ембаевский сельсовет на 1926 год входили: деревня Ембаевские юрты (Углуг-Манчел) и деревня Тураевские юрты (Кече-Манчел).
Статус и границы сельского поселения установлены Законом Тюменской области от 5 ноября 2004 года № 263 «Об установлении границ муниципальных образований Тюменской области и наделении их статусом муниципального района, городского округа и сельского поселения».

## Население
| 2010  | 2011  | 2012  | 2013  | 2014  | 2015  | 2016  |
| ----- | ----- | ----- | ----- | ----- | ----- | ----- |
| 6200  | ↗6205 | ↗6312 | ↗6353 | ↗6403 | ↗6441 | ↗6556 |
| 2017  | 2018  | 2019  | 2020  | 2021  |       |       |
| ↗6596 | ↘6575 | ↗6694 | ↗6861 | ↗7655 |       |       |

## Состав сельского поселения
| № | Населённый пункт | Тип населённого пункта       | Население |
| - | ---------------- | ---------------------------- | --------- |
| 1 | Ембаево          | село, административный центр | ↗3944     |
| 2 | Источник         | посёлок                      | ↗687      |
| 3 | Тураева          | деревня                      | ↗745      |
| 4 | Яр               | село                         | ↗1809     |